# Midtre Gauldal
Midtre Gauldal er en landbrugskommune i Trøndelag fylke i Norge. Den grænser i nord til Melhus og Selbu, i øst til Holtålen, i syd til Os og Tynset, og i vest til Rennebu og Meldal. Midtre Gauldal er i udstrækning den tredje største kommune i Sør-Trøndelag efter Oppdal og Røros.

## Geografi
Forollhogna nationalpark ligger delvis i kommunen.
- Burusjøen
- Holsjøen

## Samfund
Kommuneadministrationen ligger i Støren, ca. 50 km syd for Trondheim. I Støren ligger et uddannelsescenterg med børne- og ungdomsskole samt en videregående skole med en mængde linjer. Gennem kommunen løber flere elve, de største er Gaula, Sokna og Bua som alle er gode lakselve.
Kommunen har følgende byer: Budal, Singsås, Støren og Soknedal. 

## Historie
Kommunen blev oprettet i 1964, ved sammenlægning af de tidligere kommuner Budal, Singsås, Soknedal og Støren.